# Polystichum parvifoliolatum
Polystichum parvifoliolatum är en träjonväxtart som beskrevs av W. M. Chu. Polystichum parvifoliolatum ingår i släktet Polystichum och familjen Dryopteridaceae. Inga underarter finns listade.